# پیتزو پسیورا
پیتزو پسیورا (به لاتین: Pizzo Pesciora) یک کوه در سوئیس است که در کانتون وله واقع شده‌است. پیتزو پسیورا ۳٬۱۲۰ متر بالاتر از سطح دریا واقع شده‌است.